# Казело Феровијарио (Комо)
Казело Феровијарио је насеље у Италији у округу Комо, региону Ломбардија.
Према процени из 2011. у насељу је живело 13 становника. Насеље се налази на надморској висини од 342 м.